# Honorato de Amiens
San Honorato de Amiens (m. 16 de mayo ca. 600) fue el séptimo obispo de Amiens. Su festividad se celebra el 16 de mayo. Es el patrono de los panaderos.

## Biografía
La fuente principal de la vida de San Honorato fue compuesta hacia el final del siglo XI por un canónigo de Amiens. La historicidad de los episodios de la vida de esto santo es a menudo dudosa porque los episodios se encuentran en la hagiografía tal como aparecen en las costumbres o en el folclore. Este santo se beneficia de una leyenda hagiográfica con una vida sembrada de milagros y un poder de hacedor de milagros que se prolonga mucho después de su vida.
Nació en Port-le-Grand, Ponthieu, de una noble familia. Cuando se supo en su poblado que quería unirse al episcopado, su madre, quien se encontraba preparando pan desconfió, y dijo que sólo se lo creería si la pala para hornear que tenía en la mano echase raíces y se convirtiese en árbol. Plantó esa pala en el patio de la casa, convirtiéndose en un árbol que dio flores y frutos. En recuerdo de este milagro, en 1202, un panadero parisino llamado Renold Théreins (o Renold Chereins) ofreció nueve acres de tierra para construir una capilla a San Honorato.
Según la leyenda, desde una edad temprana, el niño mostró disposiciones piadosas: las oraciones y el ayuno eran sus delicias. Su maestro fue San Beatus, obispo de Amiens. A la muerte de su padre espiritual, alrededor de 554, el pueblo y el clero, lo designaron para sucederlo. Como rechazó este honor, un rayo celestial y un aceite misterioso descendieron sobre su cabeza, como signo de la voluntad divina.
Durante su obispado participó en el descubrimiento las reliquias de varios santos.

## Veneración
Los panaderos de París establecieron su sindicato en la iglesia de San Honorato y celebraron su fiesta el 16 de mayo. Los panaderos, a iniciativa del entonces ministro de Comercio Jean-Pierre Raffarin, creaaron en 1995 la "fiesta de pan", con el objetivo de revalorizar la profesión.
Un postre lleva su nombre, como así también una calle parisina.